# Петер Ларссон (футболіст, 1961)
Петер Ларссон (швед. Peter Larsson, нар. 8 березня 1961, Несше) — шведський футболіст, що грав на позиції захисника. По завершенні ігрової кар'єри — футбольний тренер. Найкращий шведський футболіст 1987 року.
Як гравець насамперед відомий виступами за клуби «Гетеборг» та «Аякс», а також національну збірну Швеції.

## Клубна кар'єра
У дорослому футболі дебютував 1977 року виступами за команду клубу «Гальбю», в якій провів чотири сезони, взявши участь у 86 матчах чемпіонату. 
Протягом 1982—1983 років захищав кольори команди клубу «Гальмстад».
Своєю грою за останню команду привернув увагу представників тренерського штабу клубу «Гетеборг», до складу якого приєднався 1984 року. Відіграв за команду з Гетеборга наступні три сезони своєї ігрової кар'єри. Більшість часу, проведеного у складі «Гетеборга», був основним гравцем захисту команди.
1987 року уклав контракт з нідерландським «Аяксом», у складі якого провів наступні чотири роки своєї кар'єри гравця. 
Завершив професійну ігрову кар'єру у клубі АІК, за команду якого виступав протягом 1991—1993 років.

## Виступи за збірну
1983 року дебютував в офіційних матчах у складі національної збірної Швеції. Протягом кар'єри у національній команді, яка тривала 10 років, провів у формі головної команди країни 47 матчів, забивши 4 голи.
У складі збірної був учасником чемпіонату світу 1990 року в Італії.

## Кар'єра тренера
Розпочав тренерську кар'єру невдовзі по завершенні кар'єри гравця, 1995 року, очоливши тренерський штаб клубу «Корснес».
Останнім місцем тренерської роботи був клуб АІК, команду якого Петер Ларссон очолював як головний тренер 2002 року. Провів на чолі стокгольмської команди лише сім матчів, здобувши лише одну перемогу, після чого вирішив залишити команду й до тренерської роботи не повертатися.

## Титули і досягнення
«Гетеборг»
- Чемпіонат Швеції
  - Чемпіон (2): 1984, 1987
- Кубок УЄФА
  - Володар (1): 1986-87

 «Аякс»
- Чемпіонат Нідерландів
  - Чемпіон (1): 1989-90

- Найкращий шведський футболіст року (1):

1987